# Paleface
Paleface, pseudonimo di Karri Pekka Matias Miettinen (Järvenpää, 21 aprile 1978), è un musicista finlandese.

## Discografia

### Album
- 2001 - The Pale Ontologist
- 2003 - Quarter Past
- 2007 - Studio Tan
- 2010 - Helsinki - Shangri-La
- 2011 - Palaneen käryä
- 2012 - Maan tapa
- 2013 - Food for the Gods (assieme a Matre)
- 2014 - Luova tuho

### Singoli
- 2000 - The Ultimate Jedi Mind Trick - Episode IV
- 2000 - Back to Square One
- 2001 - Maximize the Prophet
- 2001 - Keep Hope a Lie
- 2003 - Til' the Break of Dawn
- 2003 - Colgate Soulmate
- 2007 - Hellsinki Freezes Over
- 2007 - Gently
- 2010 - Merkit
- 2010 - Talonomistaja
- 2010 - Syntynyt rellestää
- 2010 - Helsinki - Shangri-La
- 2010 - Saapuu elokuun yö
- 2010 - Kalpeaakin kalpeempaa
- 2012 - Ikivanhat tekosyyt (kadotettujen mantra)[2]
- 2012 - Miten historiaa luetaan?
- 2012 - Muista!
- 2013 - Food for the Gods
- 2014 - Mull' on lupa
- 2014 - Snaijaa
- 2016 - Emme suostu pelkäämään[3]

### Raccolta
- 2011 - Back to Square One

### Con i Conscious Youths

#### Album
- 2008 - See Why

#### Singoli
- 2008 - Don't Worry
- 2008 - Play

### Con i Ricky-Tick Big Band & Julkinen Sana

#### Album
- 2013 - Burnaa
- 2015 - Korottaa panoksii

#### Singoli
- 2013 - Julkinen sana